# Бамбукова акула індонезійська
Бамбукова акула індонезійська (Chiloscyllium indicum) — акула з роду бамбукова акула родини азійські котячі акули. Інші назви «струнка бамбукова акула», «акула-жаба», «кам'яна акула».

## Опис
Загальна довжина досягає 65 см, в середньому — 40-50 см. Голова відносно велика, овальна. Ніздрі розташовані далеко від кінчика морди. Під ніздрями є пара коротеньких вусика. Очі середнього розміру, розташовані високо. Позаду очей, трохи нижче, присутні великі бризкальця. Рот невеликий, розташовано спереду очей. Зуби широкі з невеликими верхівками. У неї 5 пар зябрових щілин. Тулуб подовжений, циліндричний. Грудні плавці короткі, широкі, округлі. Спинні плавці безскелетні, розташовані ближчі до хвоста. Перший спинний плавець більше заднього, починається за черевними плавцями. Черевні зовнішнє та за розмірами схожі на грудні. Анальний плавець довгий, починається за другим спинним та тягнеться до хвостового плавця. Хвостовий плавець має атрофовану нижню лопать.
Забарвлення спини — від світло-коричневого до жовтого з численними темно-коричневими плямами різної форми. Черево білувате.

## Спосіб життя
Тримається від поверхні до 60 м, зазвичай на рівні 10 м. Воліє до піщаних і мулясто-піщаних ґрунтів серед коралових рифів, кам'янистих та скелястих ділянок дна, мангрових заростів і водоростей. Активна вночі. Живиться донною рибою, молюсками, ракоподібними.
Статева зрілість настає у самців при розмірі у 39-42 см, самиць — 43 см. Це яйцекладна акула. Народжені акуленята завдовжки 13 см.
Є об'єктом прибережного рибальства.
Не становить загрози для людини.

## Розповсюдження
Мешкає біля західного та південного узбережжя Індії, о. Шрі-Ланка, від Малакського півострова, Суматри, Яви до Китаю й Тайваню.